# Tipula lambertoniana
Tipula lambertoniana är en tvåvingeart som beskrevs av Alexander 1955. Tipula lambertoniana ingår i släktet Tipula och familjen storharkrankar.
Artens utbredningsområde är Madagaskar. Inga underarter finns listade i Catalogue of Life.